# Elias Wraak
Elias Wraak är en pseudonym för Andreas Lundberg som översätter från franska och latin till svenska. Wraaks översättningar har i första hand givits ut av Alastor Press.
Enligt förlaget är Wraak född 1918 och bosatt på Fårö, vilket tidigare ledde till felaktiga spekulationer om att regissören Ingmar Bergman dolde sig bakom pseudonymen. Även författaren Nikanor Teratologen har pekats ut som Elias Wraak, men har nekat till kopplingen.
Wraak kommenterade sin anonymitet i Subaltern nr. 1, 2004:
Jag är en annan. Om jag varit tvungen att släpa på någon slags identitet, ett groteskt omvärldsspäckat ego, hade jag aldrig kunnat ta mig in i och översätta författarskapen som intresserar mig … Det är inget koketterande med anonymitet, utan tvärtom en förutsättning för arbetet. Det finns en stor frihet i genomskinligheten, en spöklik friktionslöshet i förhållandet till författaren.

## Översättningar
- Comte de Lautréamont - Maldoror, Samlade verk (Alastor Press, 2001)
- Arthur Rimbaud - Samlade verk (Alastor Press, 2003)
- Joris-Karl Huysmans - Mot strömmen (Alastor Press, 2004, 2013)
- Paul Verlaine - De fördömda poeterna (Alastor Press, 2004)
- Alphonse Daudet och Edmond de Goncourt - I smärtans riken (Alastor Press, 2006)
- Joris-Karl Huysmans - I avgrunden  (Alastor Press, 2007)
- Roland Topor - Hyresgästen (Sphinx bokförlag, 2009)
- André Breton - Surrealismens manifest (Sphinx bokförlag, 2011)
- Joris-Karl Huysmans - En route (Alastor Press, 2012)
- Pétrus Borel - Champavert (Alastor Press, 2016)
- Paul Verlaine - Sånger utan ord (Alastor Press, 2016)
- Jean Lorrain - Monsieur de Phocas (Alastor Press, 2016)
- Léon Bloy - Otrevligheter (Alastor Press, 2017)

## Övrigt
- Medredaktör för Res Publicas Rimbaud-nummer, Vanitas.